# Patijn (schoeisel)

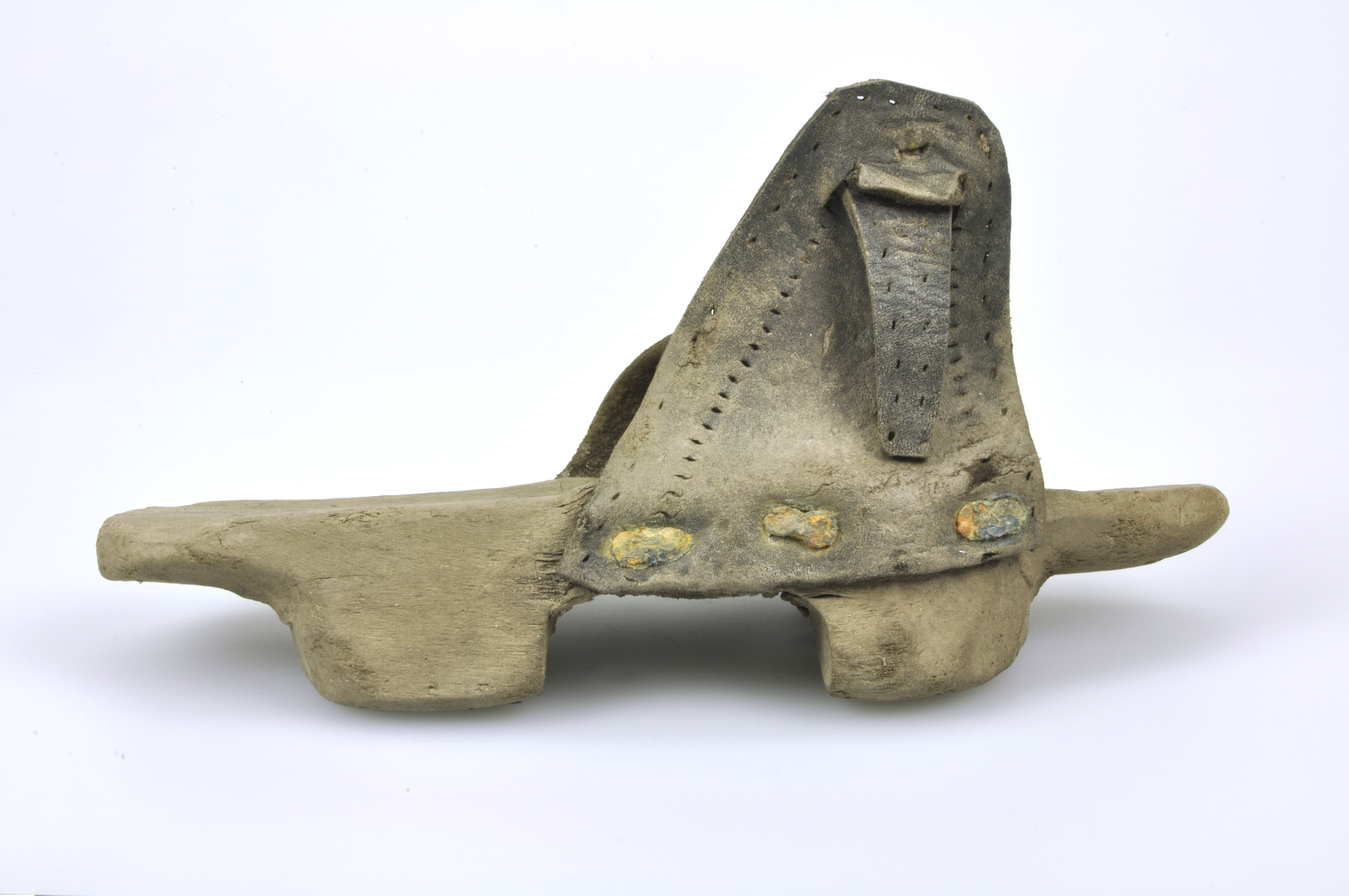
15de-eeuwse patijn, in 2003 opgegraven in Gorinchem

Patijnen of trippen zijn houten overschoenen. Patijnen werden ontwikkeld rond 1400 en sindsdien vooral door de gegoede burgerij gedragen, om schoenen te beschermen tegen onverharde, modderige straten. Patijnen worden gezien als de voorlopers van klompen.
In Nederland bestonden in 1429 al patijnmakers en 'hoelblockmakers' (klompenmakers). Een schilderij van Jan van Eyck uit 1434 bevat de oudst bekende afbeelding van patijnen.

## Afbeeldingen

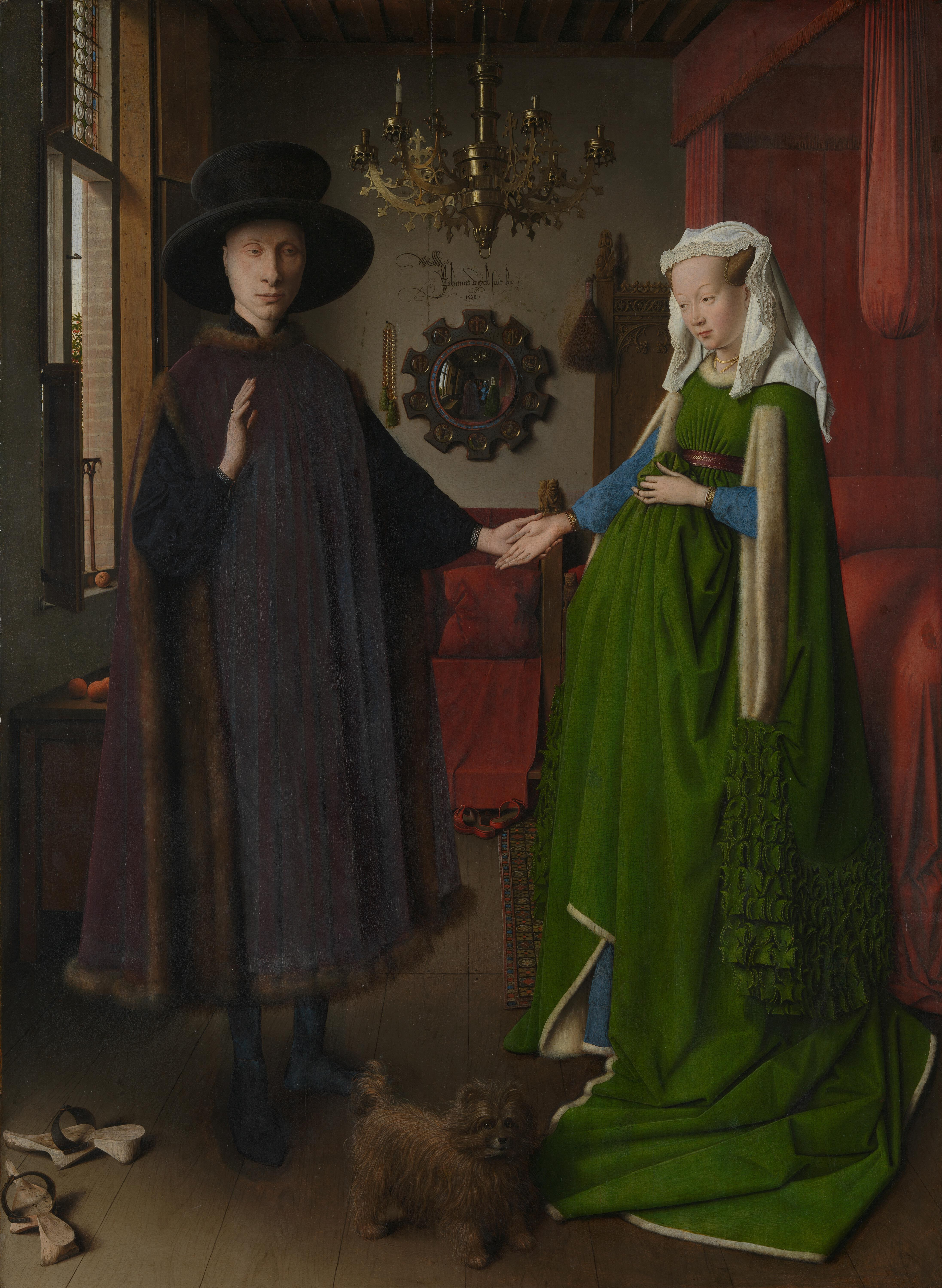
Jan van Eyck, Portret van Giovanni Arnolfini en zijn vrouw (1434), met linksvoor een paar patijnen
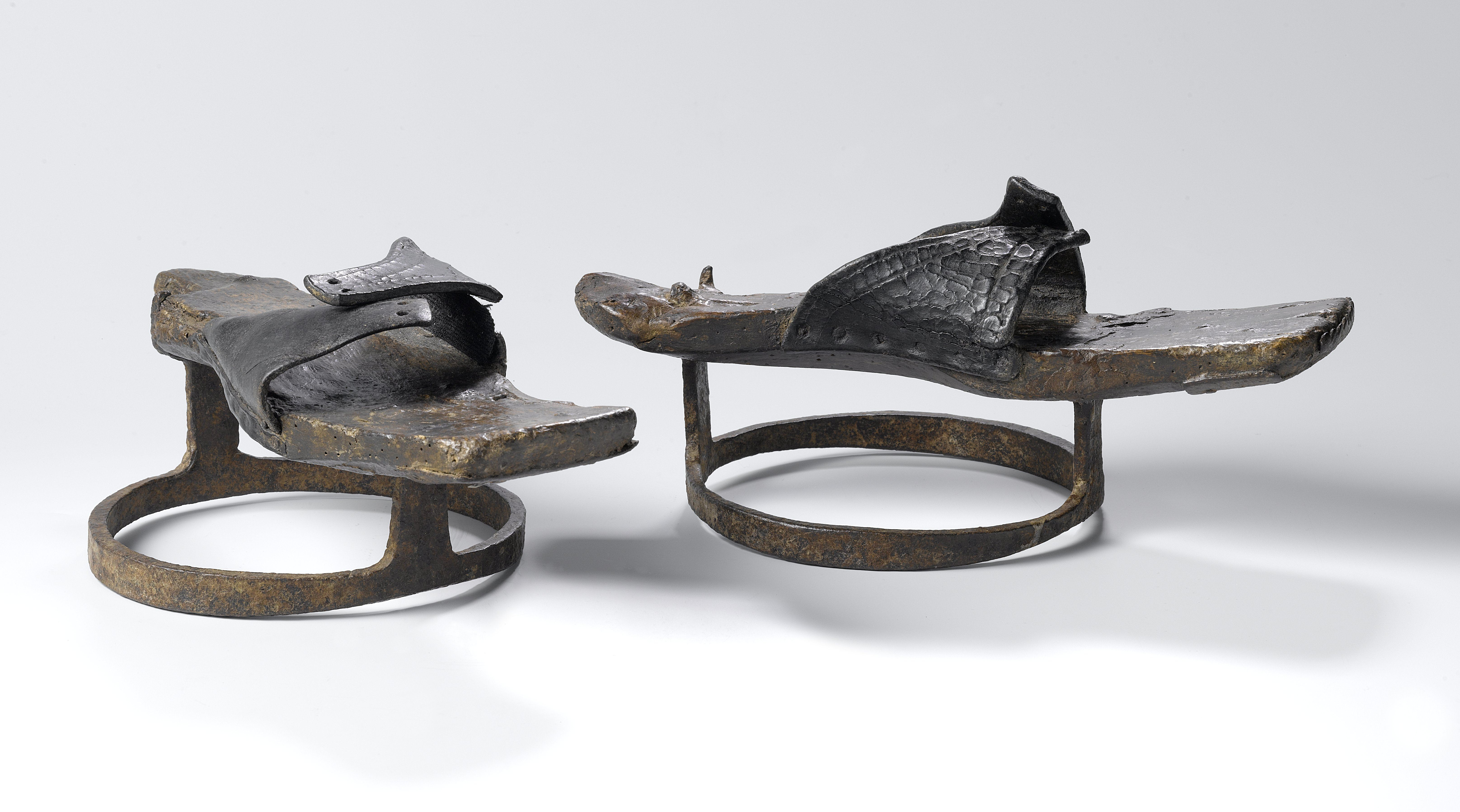
Patijnen met ijzeren ring, ca. 1700
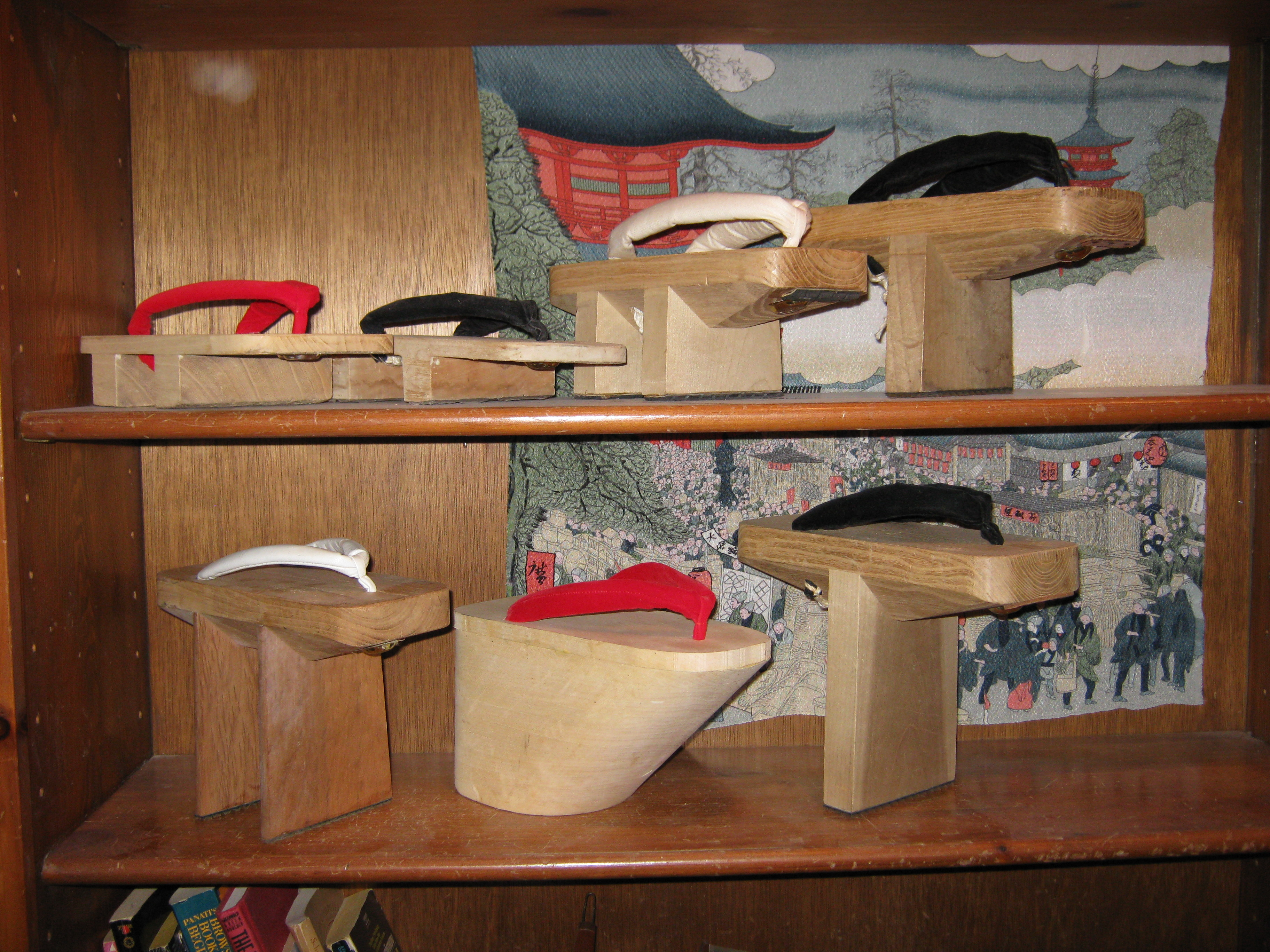
Japanse patijnen